# شو یان (جودوکار)
شو یان (انگلیسی: Xu Yan؛ زادهٔ ۴ نوامبر ۱۹۸۱) جودوکار اهل چین است.
وی در مسابقات کشوری و بین‌المللی در مجموع برندهٔ ۱ مدال برنز شده‌است.